# Chruszczobród
Chruszczobród is een dorp in de Poolse woiwodschap Silezië. De plaats maakt deel uit van de gemeente Łazy en telt 1700 inwoners.

## Verkeer en vervoer

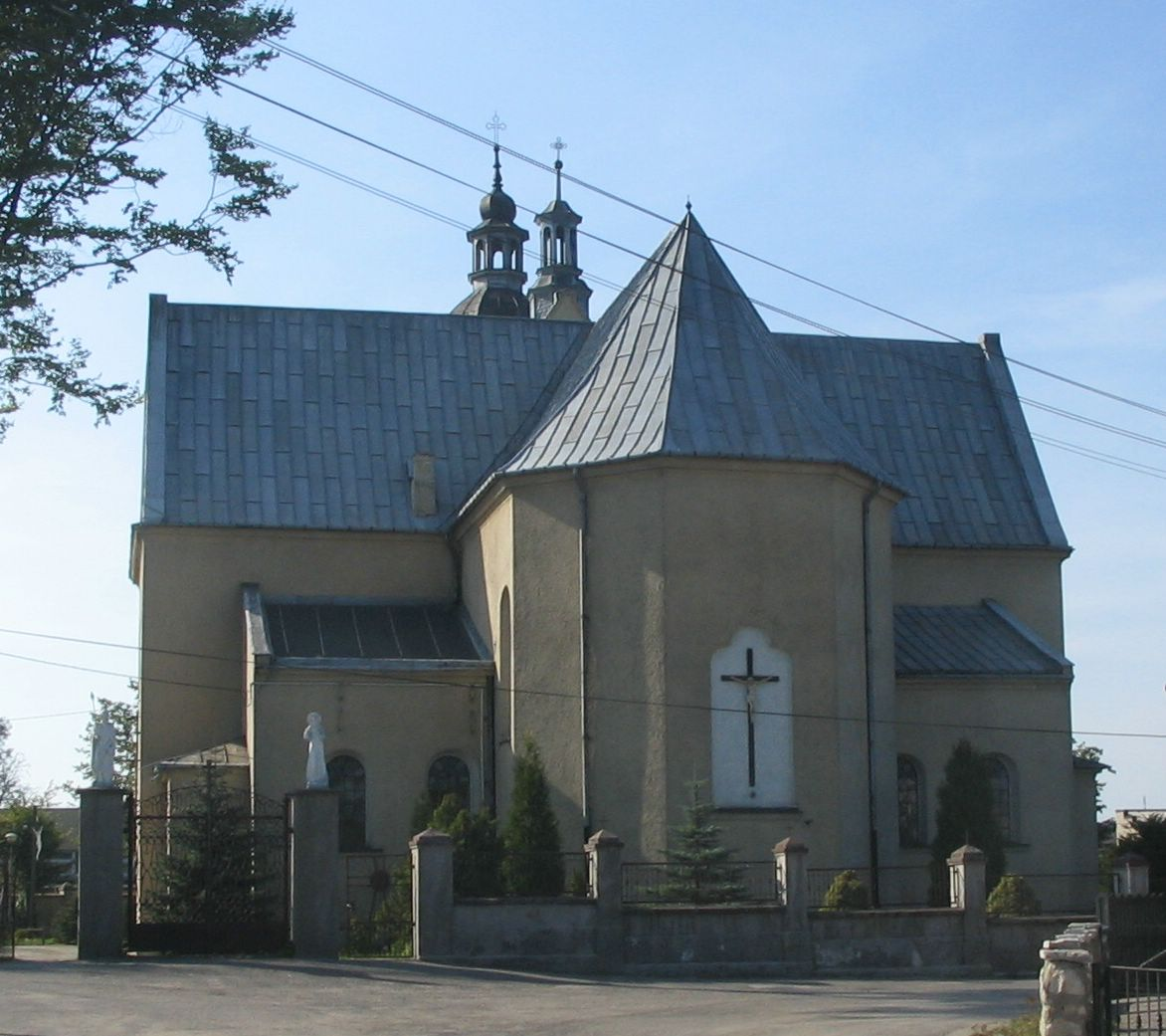
kerk in Chruszczobród

- Station Chruszczobród